# Hermann Schluckebier
Hermann Schluckebier (* 25. Juni 1886 in Hagen; † 1951) war ein deutscher Architekt und Politiker (DNVP).

## Leben
Hermann Schluckebier war als Architekt beim Architekturbüro Schluckebier und Langensiepen in Hagen tätig. Er war Mitglied des Bundes Deutscher Architekten (BDA).
1924 wurde er für die Deutschnationale Volkspartei (DNVP) als Abgeordneter in den Preußischen Landtag gewählt, dem er bis 1928 angehörte.
Nach Plänen von Schluckebier wurde 1935–1936 die Siedlung Waldfried in Berlin-Hermsdorf errichtet. 1937 wurde er mit dem Bau einer Kleinhaussiedlung in Berlin-Lichterfelde beauftragt. Das Feierabendheim des Paul-Gerhardt-Stifts wurde 1950–1951 nach Plänen Schluckebiers umgebaut.
1941 war der Architekt wohnhaft in der Belle-Alliance-Straße 15 (heute Mehringdamm) in Berlin-Kreuzberg.